# Václav Melzer
Václav Melzer (Stříbro, 26 agosto 1878 – Domažlice, 1º maggio 1968) è stato un botanico e micologo ceco che fece parte di un gruppo di insegnanti cechi che divennero micologi all'inizio del XX secolo, tra i quali figurano anche Jindřich Kučera, Rudolf Veselý e František Tyttl. Melzer visse e lavorò per buona parte della sua vita a Domažlice.
Il lavoro scientifico di Melzer si concentrò soprattutto sul genere di funghi Russula e fu il primo studioso a pubblicare una monografia che trattasse nello specifico questa categoria di funghi basidiomiceti. Scoprì diverse specie del genere Russula, tra cui R. sardonia var. mellini (descritta nel 1927) e Russula helodes (1929), entrambe descritte a seguito di rinvenimenti nell'area attorno a Soběslav.
Nel 1922 il micologo Josef Velenovský battezzò Boletus melzeri una specie di boleto, in suo onore; lo stesso Melzer aveva per primo individuato a Čechtice e analizzato questo fungo, due anni prima. Altri taxa aventi Melzer come eponimo sono Lentinus melzeri, Russula melzeri e Russula lilacea var. melzeriana (ora ribattezzata Russula melzeriana); inoltre, due generi di funghi che crescono sulle cortecce degli alberi, Melzericium e Melzerodontia, hanno Melzer nella radice del nome.
In micologia, Václav Melzer è noto per aver ideato e formulato una soluzione acquosa, contenente idrato di cloralio, ioduro di potassio e iodio; questo preparato è detto reagente di Melzer ed è stato realizzato dallo studioso nel 1924, allo scopo di creare un'alternativa ad una soluzione a base di tintura di iodio e contenente idrato di cloralio formulata diversi anni addietro dal botanico tedesco Arthur Meyer. Nel genere Russula, sul cui studio si era specializzato Melzer, la reazione fortemente positiva (definita "amiloide") alla soluzione di Melzer riscontrata nelle spore dei funghi e riguardante l'intera spora o soltanto il bordo esterno è stata importante per la classificazione tassonomica e l'inquadramento filogenetico di queste specie fungine.